# Montagny (Friburgo)
Montagny es una comuna suiza del cantón de Friburgo, situada en el distrito de Broye. Limita al noreste con las comunas de Corcelles-près-Payerne (VD) y Russy, al noreste con Léchelles, al este con Ponthaux y Noréaz, al sureste con Prez-vers-Noréaz y Corserey, al suroeste con Torny, y al oeste con Payerne (VD).
La comuna fue creada inicialmente de la fusión de las antiguas comunas de Montagny-la-Ville y Montagny-les-Monts el 1 de enero de 2000. Fue agrandada el 1 de enero de 2004 tras la incorporación de la comuna de Mannens-Grandsivaz.

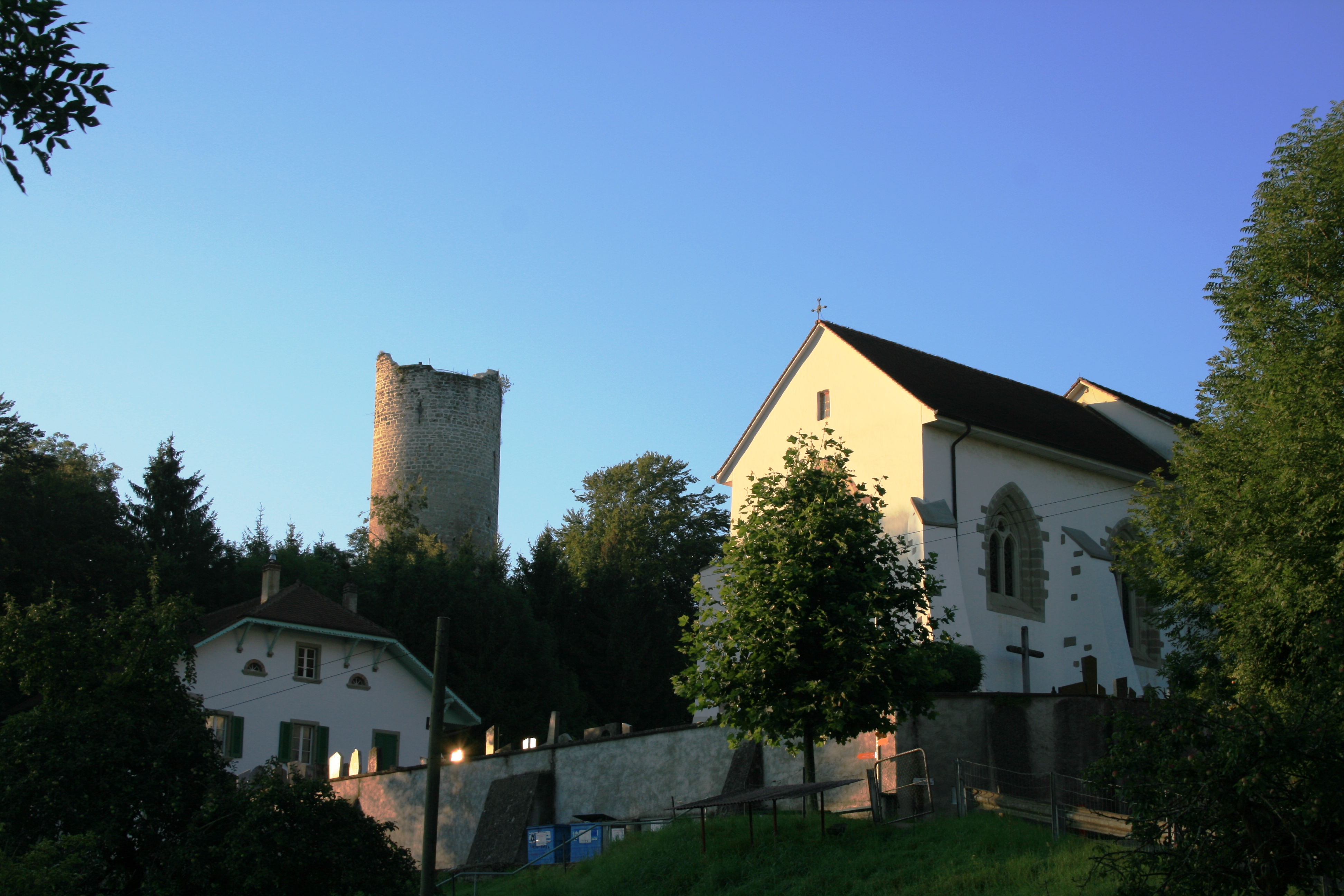
Iglesia de Motagny.